# Britten (entreprise)
Pour les articles homonymes, voir Britten.
Vous pouvez aider à l'améliorer ou bien discuter des problèmes sur sa page de discussion.
- Il ne cite pas suffisamment ses sources. Vous pouvez indiquer les passages à sourcer avec {{référence nécessaire}} ou {{Référence souhaitée}}, et inclure les références utiles en les liant aux notes de bas de page. (Marqué depuis avril 2024)
- Son contenu est rédigé entièrement ou presque à partir d'une seule source. N'hésitez pas à modifier cet article pour améliorer sa vérifiabilité en apportant de nouvelles références dans des notes de bas de page. (Marqué depuis avril 2024)
- Certaines informations devraient être mieux reliées aux sources mentionnées dans la bibliographie ou les liens externes. Améliorez sa vérifiabilité en les associant par des références. (Marqué depuis avril 2024)
- Il ne s’appuie pas, ou pas assez, sur des sources secondaires ou tertiaires. (Marqué depuis avril 2024)

- Archive Wikiwix
- Bing
- Cairn
- DuckDuckGo
- E. Universalis
- Gallica
- Google
- G. Books
- G. News
- G. Scholar
- Persée
- Qwant
- (zh) Baidu
- (ru) Yandex
- (wd) trouver des œuvres sur Wikidata

Britten Motorcycle Company Ltd est une marque de motocyclette néo-zélandaise, créée par John Britten.

## Histoire
John Britten naît le 1er août 1950 à Christchurch. À 13 ans, il trouve dans un fossé une Indian Scout qu'il répare. Après avoir suivi des études de génie mécanique aux États-Unis, il reprend l'entre prise de BTP familiale qu'il remet sur les rails. Mais il reste passionné par la compétition moto.
En 1986, John débute dans un championnat de Nouvelle-Zélande sur une Ducati Darmah. Mais John est un perfectionniste et il cherche à améliorer sa machine. Il lui ajoute un carénage plus aérodynamique. Plus tard, il remplace complètement le moteur, allant jusqu'à créer sa propre machine, la V1000. La V1000 se constitue un palmarès impressionnant au fil des courses, dans le monde entier.
John Britten meurt d'un cancer le 5 septembre 1995, son entreprise reste administrée par ses proches. Un projet de monocylindre 600 cm3, qui tenait particulièrement au cœur de John, est poursuivi, mais ne verra jamais le jour.

## Production
- Aero

Le premier prototype, l'Aero-D-Zero, est conçu pour un ami de John, Mike Brosnan. Il apparaît en 1986. C'est une Ducati Darmah sur laquelle John installe un carénage plus aérodynamique.
Le second modèle, l'Aero-D-One, ne voit le jour qu'en 1987. C'est une amélioration de l'Aero-D-Zero. Le carénage est remplacé par un carénage monocoque fabriqué en carbone kevlar. Le moteur Ducati est remplacé par un bicylindre en V ouvert à 60°, refroidi par air, avec des culasses à double arbre à cames et quatre soupapes. Il cube 999 cm3 (87 × 84 mm). Il est donné pour 120 ch à 9 000 tr/min. Ce moteur est créé en partenariat avec la société Denco.

Les freins sont signés Brembo, la fourche inversée et le monoamortisseur proviennent de chez White Power.
- V1000

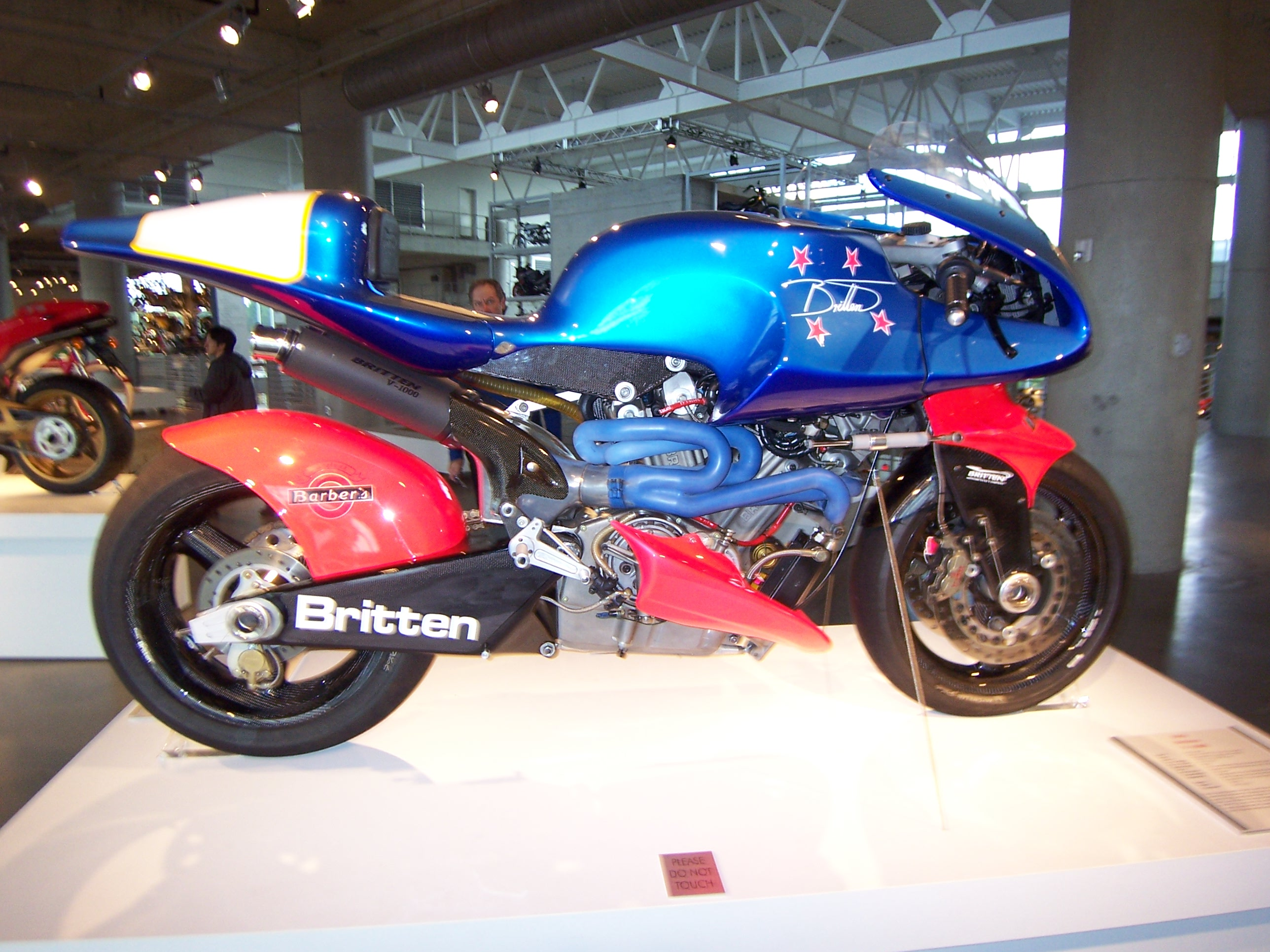
La V1000 du Barber Vintage Motorcycle Museum

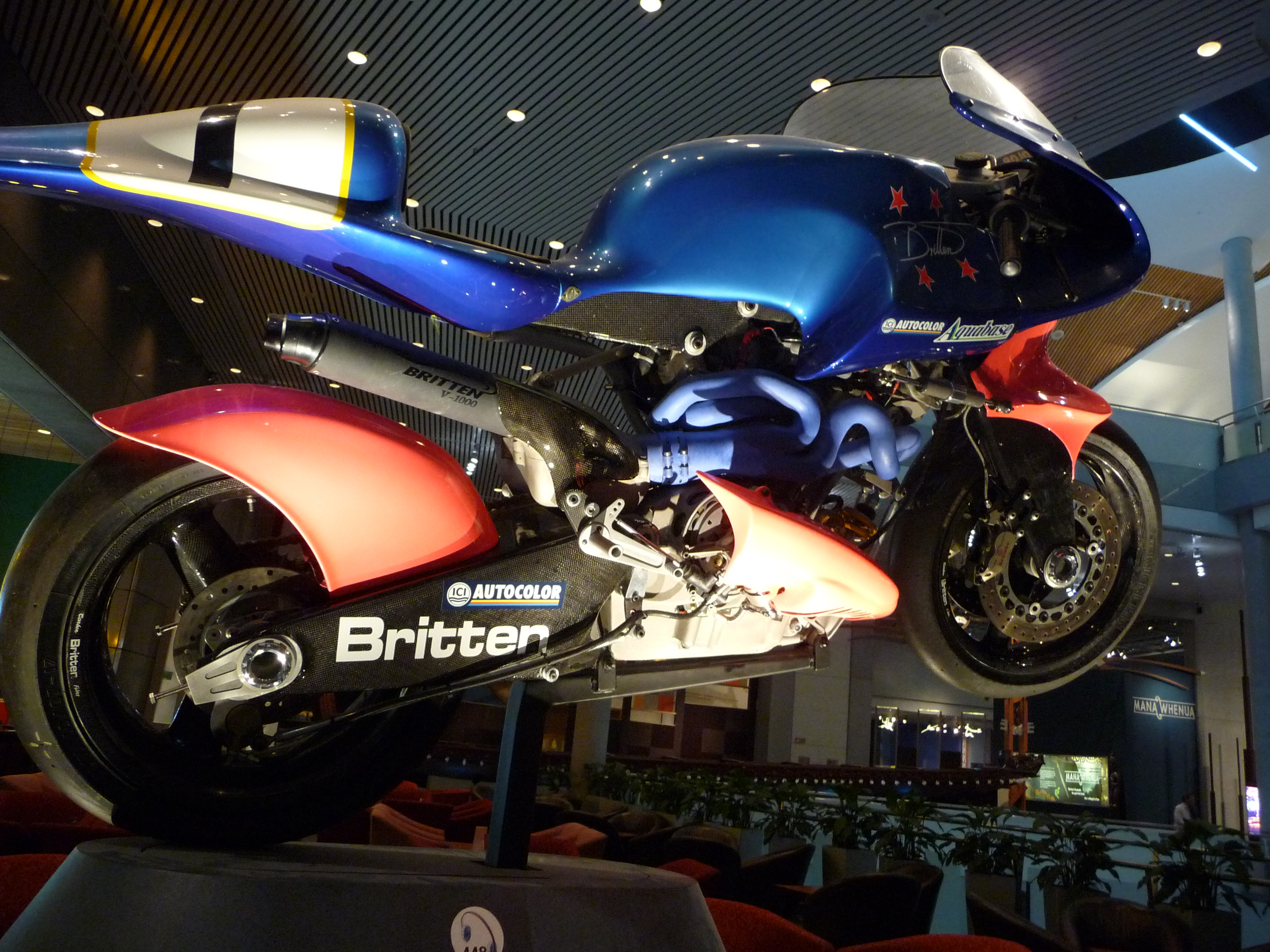
Celle du musée Te Papa de Wellington

La V1000 reprend l'architecture du moteur de l'Aero-D-One, mais les côtes sont modifiées. La cylindrée reste de 999 cm3, mais l'alésage passe à 98,9 mm et la course à 65 mm. Il est donné pour 166 ch à 11 800 tr/min.

Une autre version verra le jour : 1 108 cm3 (99 × 72 mm) et 171 ch.

La suspension avant, imaginée par John Britten, laisse de côté la traditionnelle fourche télescopique. Ce sont deux triangles superposés couplé à un monoamortisseur.

L'arrière est également travaillé. Le bras oscillant en carbone est fixé sur le moteur et un système de biellette actionne le monoamortisseur placé devant le moteur.

Les amortisseurs avant et arrière sont réglables en précontrainte, détente et compression. Ils sont tirés du catalogue Öhlins.

Les disques de 320 et 210 mm sont pincés par des étriers Brembo Or.
Seuls 10 modèles de Britten V1000 ont été produits.

La numéro 1 appartient aux sociétés Cardinal Network et Britten Motorcycle Company. Elle est équipée du moteur de 1 108 cm3.

La numéro 2 appartient au musée de Nouvelle-Zélande, Te Papa.

La numéro 3 appartient à un Italien, Roberto Crepaldi, propriétaire de l'usine Café Racers & Superbikes.

La numéro 4 appartient à un Américain, Jim Hunter. Il l'a prêté pour l'exposition itinérante The Art of the Motorcycle.

La numéro 5 appartient à un Américain, Mark Stewart.

La numéro 6 appartient au Néo-Zélandais, Kevin Grant, propriétaire de l'entreprise de matériel d'irrigation Water Dynamics.

La numéro 7 appartient à George Barber, et est exposée dans son musée, le Barber Vintage Motorcycle Museum de Birmingham (Alabama).

La numéro 8 appartient à un Californien, Michael Canepa.

La numéro 9 appartient à un Sud-Africain, Gary Turner, mais reste stationnée aux Pays-Bas.

La numéro 10 appartient à un Américain, Michael Iannuccilli.